# Municipio de Tomelilla
El municipio de Tomelilla (en sueco: Tomelilla kommun) es un municipio de Escania, la provincia más austral de Suecia. Su sede se encuentra en la ciudad de Tomelilla. El municipio se formó a través de una serie de fusiones que tuvieron lugar en 1952, 1969 y 1971. El número de unidades anteriores a 1952 que componen el municipio actual es de veinte.

## Geografía
El municipio de Tomelilla se encuentra en las llanuras del sudeste de Escania, conocidas como Österlen, que es un área notable por su belleza y, por lo tanto, popular entre los pintores, así como cubierto de casas de verano y mansiones de campo. Limita con los municipio de Simrishamn, Kristianstad, Hörby, Sjöbo e Ystad.

## Localidades
Hay 7 áreas urbanas (tätort) en el municipio:
| # | Tätort       | Población |
| - | ------------ | --------- |
| 1 | Tomelilla    | 7,139     |
| 2 | Brösarp      | 734       |
| 3 | Onslunda     | 499       |
| 4 | Smedstorp    | 377       |
| 5 | Lunnarp      | 345       |
| 6 | Skåne-Tranås | 226       |
| 7 | Spjutstorp   | 200       |

## Economía
La economía del municipio está dominada por empresas agrícolas y el sector de los servicios. Entre las compañías más grandes se encuentran las lácteas Skånemejerier, Swegon, Lindsténs Elektriska e Ingelsta Kalkon.